# Fritz Wolff (Iranist)
Fritz Wolff (* 11. November 1880 in Berlin; † 1943) war ein deutscher Iranist.

## Leben
Fritz Wolff war ein Sohn des Kaufmanns Emanuel Wolff (1850–1901) und dessen Ehefrau Hedwig Wolff (1860–1935), die ursprünglich aus der Nähe von Posen stammten und nach Berlin zogen. Die Familie war relativ wohlhabend, so dass Wolff die Möglichkeit einer Karriere als Privatgelehrter offen stand. Nach dem Abitur am Französischen Gymnasium Berlin 1899 studierte er vergleichende Sprachwissenschaft mit Schwerpunkt auf indoiranischen Sprachen in München, Heidelberg, Berlin und Gießen bei Otto Behaghel, Hermann Osthoff und Karl Groos. 1905 promovierte er an der Universität Gießen bei Christian Bartholomae, der ihn wesentlich beeinflusste. Seine Dissertation Die Infinitive des Indischen und Iranischen erschien 1907 in der Zeitschrift für vergleichende Sprachforschung.

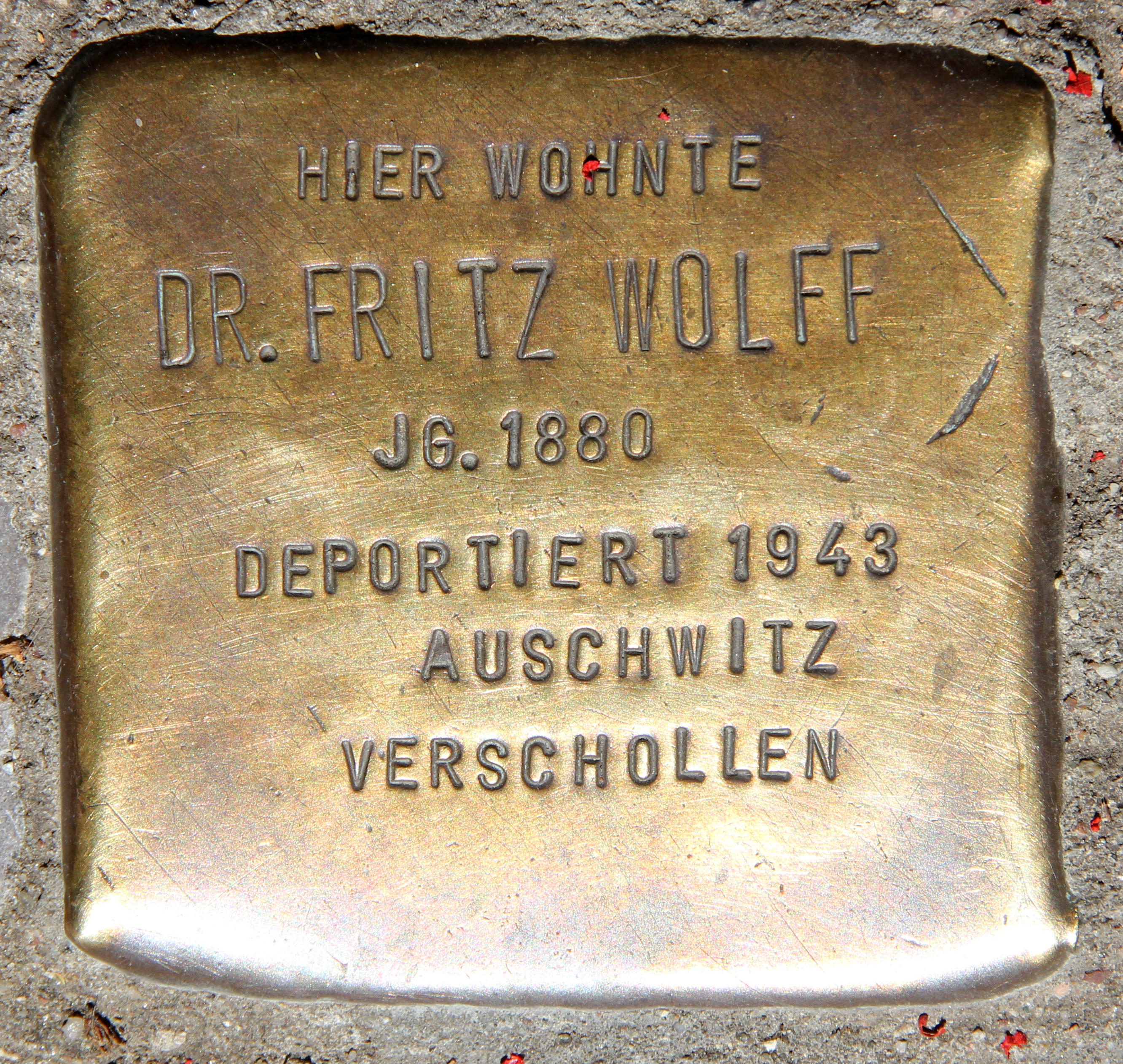
Stolperstein für Fritz Wolff in der Jonasstraße 4 in Neukölln

Wolff verfolgte aus verschiedenen Gründen keine akademische Laufbahn, so befürchtete er vermutlich Schwierigkeiten aufgrund seiner jüdischen Herkunft und bevorzugte es, zurückgezogen seiner Forschung nachzugehen. Nach dem Studium lebte er weiterhin in Universitätsstädten wie Münster, Berlin, Tübingen und Gießen, deren Bibliotheken er für seine Forschung nutzte. Zwischenzeitlich hielt er sich auch zwei Jahre in Italien auf.
In Gießen lernte er seine erste Ehefrau Minna Pfeffer (1884–1943; ermordet in Auschwitz) kennen, mit der er zwei Söhne hatte und eine Tochter, die Fotografin Ursula Wolff-Schneider (1906–1977; verheiratet mit dem Architekten Karl Schneider). Die Familie wohnte zunächst in Berlin, ab 1918 in Gießen und ab 1933 wieder in Berlin. Nach der Scheidung 1936 heiratete Wolff im gleichen Jahr Margarete Marckwald (1900–1943), mit der er in Berlin-Neukölln lebte. Am 12. März 1943 wurden er und seine Ehefrau nach Auschwitz deportiert und wahrscheinlich kurz darauf ermordet. Wolffs Kinder emigrierten in die USA und überlebten so die Zeit des Nationalsozialismus. Ein Stolperstein vor dem Wohnhaus von Fritz Wolff erinnert an sein Schicksal.
Wolffs Hauptwerk ist das Glossar zu Firdosis Schahname, ein umfangreiches Wörterverzeichnis zu Schāhnāme von Firdausi, einem Klassiker persischer Literatur. Es wurde 1935 in aufwendiger Aufmachung als offizielles Geschenk des deutschen Staates an die persische Regierung überreicht, ohne jedoch Wolff als Autor auf dem Titelblatt aufzuführen. Mit dem Werk erschloss Wolff das Schāhnāme und andere persische Lyrik dieser Zeit der modernen Forschung.

## Schriften (Auswahl)
- Die Infinitive des Indischen und Iranischen. Gütersloh 1905; sub.uni-hamburg.de
- Avesta. Die heiligen Bücher der Parsen. Übersetzt auf der Grundlage von Christian Bartholomaes Altiranischem Wörterbuch. K. J. Trübner, Straßburg 1910; Berlin 1924; OCLC 1155555758.
- Glossar zu Firdosis Schahname. Hrsg. von der Notgemeinschaft der Deutschen Wissenschaft in Verbindung mit der Deutschen Morgenländischen Gesellschaft, Berlin 1935. Nachdruck: Georg Olms Verlagsbuchhandlung, Hildesheim 1965 (und Teheran 1377/1998) mit (eingebundenem) Supplementband Verskonkordanz der Schahname-Ausgaben von Macan, Vullers und Mohl, ISBN 964-5960-55-X.

## Archive
- Oberfinanzdirektion Berlin, Deportationsakten, in Brandenburgisches Landeshauptarchiv BLHA, Rep. 36A, Akt. Nr. 40472.